# Cobubatha coamona
Cobubatha coamona är en fjärilsart som beskrevs av William Schaus 1940. Cobubatha coamona ingår i släktet Cobubatha och familjen nattflyn. Inga underarter finns listade i Catalogue of Life.